# Palazzo Trivulzio

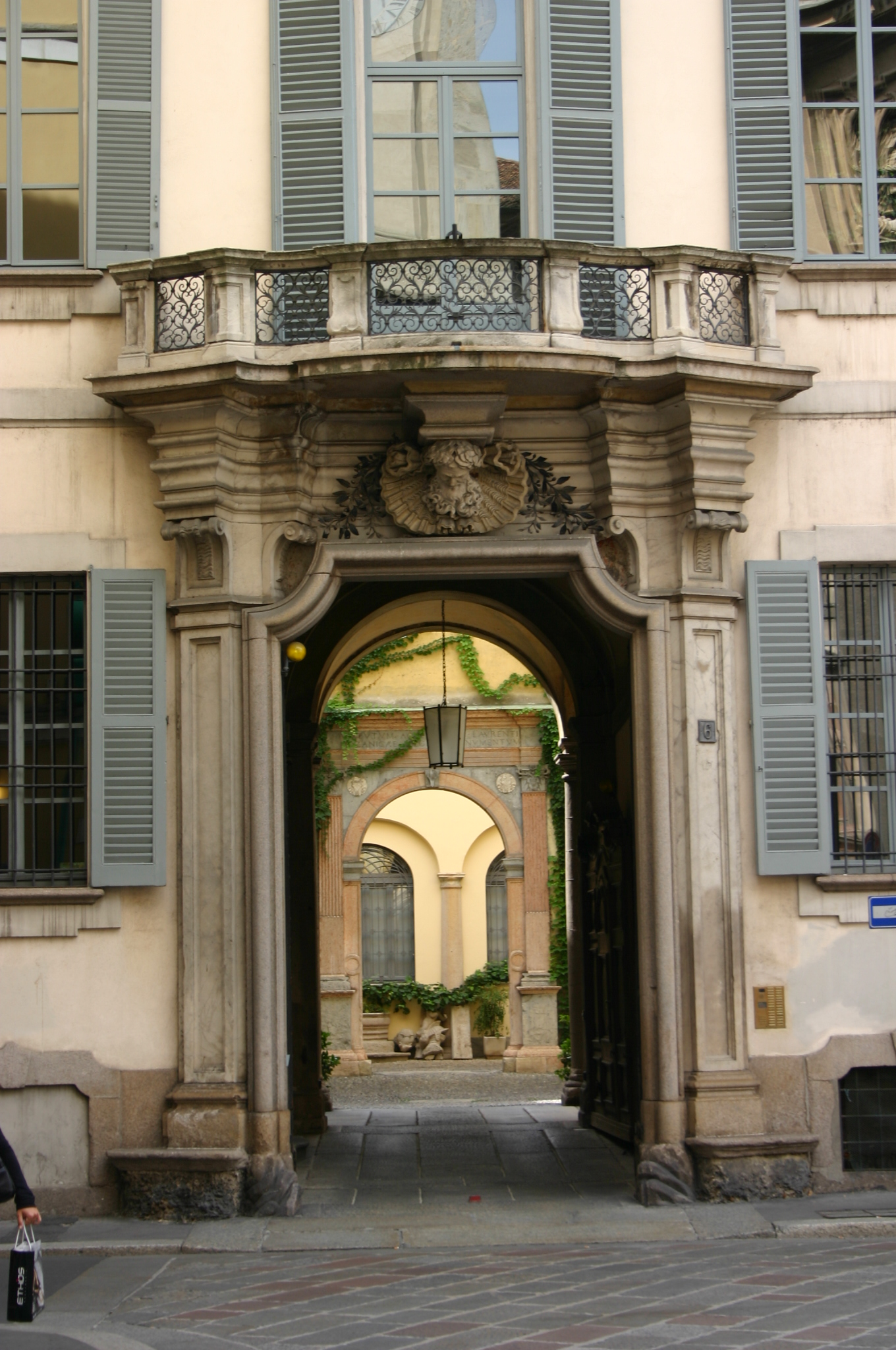
A palota bejárata

A Palazzo Trivulzio (Piazza Sant’Alessandro, 6) egy milánói palota.

## Története
Giovanni Ruggeri tervei szerint 1706-tól 1713-ig építették a híres milánói család számára. Giorgio Trivulzio márki jelentős műkincseket halmozott fel benne. Itt vetette meg a híres Trivulzio Könyvtár alapjait is. A palota díszes bejárata és az udvaron látható fehér- és vörösmárvány kapuzat – Donato Bramante remeke – figyelemre méltó.